# مساعد وزير الخارجية للشؤون البرلمانية لنشر لقاح كوفيد19
مساعد وزير الخارجية للشؤون البرلمانية لنشر لقاح كوفيد19 الذي يدعى أحيانًا بشكل غير رسمي باسم وزير اللقاحات، هو منصب في وزارة الصحة والرعاية الاجتماعية في حكومة المملكة المتحدة، أنشئ المنصب للتعامل مع جائحة فيروس كورونا في المملكة المتحدة. شغل المنصب نديم الزهاوي النائب الذي تولّى المنصب في 28 نوفمبر 2020. 
ألغي المنصب رسميا عند إعادة تشكيل المجلس الوزاري في 2021، فأصبحت اللقاحات مسؤولية مساعد وزير الخارجية للشؤون البرلمانية للقاحات والصحة العامة. هذا الوزير مسؤول عنالتطعيم ضد فيروس كورونا في المملكة المتحدة.
في فبراير عام 2021 أعلن الوزير أنه سيتم إعادة فتح المدارس في إنجلترا في 8 مارس.

## قائمة لمساعدين وزراء الخارجية البرلمانيون لنشر لقاح كوفيد19
| الاسم | الاسم                                     | صورة | تولى المنصب في | تاريخ ترك منصبه | الحزب السياسي | رئيس الوزراء | رئيس الوزراء |
| ----- | ----------------------------------------- | ---- | -------------- | --------------- | ------------- | ------------ | ------------ |
|       | نديم الزهاوي النائب عن ستراتفورد أون آفون |      | 28 نوفمبر 2020 | مازال في المنصب | حزب المحافظين |              | بوريس جونسون |